# Bekim Berisha
Bekim Berisha (Grabovac, 16. lipnja 1966. – Junik, 10. kolovoza 1998.) bio je Albanac s Kosova, koji se borio kao hrvatski branitelj tijekom Domovinskoga rata. Borio se i u Bosni i Hercegovini, a nakon toga i na Kosovu, gdje je postao generalom Oslobodilačke vojske Kosova. Poginuo je 1998. godine u borbi kod Junika na Kosovu.

## Kratki životopis
Nakon što je završio srednju školu u Peći (Kosovo) odlučio je otići u Hrvatsku kako bi nastavio svoje obrazovanje. U Hrvatskoj se upisao na zagrebačko sveučilište na studij veterine. Uspješno je završio svoj studij, a u međuvremeno se bavio svojim najdražim hobijima (borilačke vještine i vojska). Nakon nekoliko godina boravka u Hrvatskoj Bekim je otišao u Nizozemsku gdje se zaručio.

## Rat u Hrvatskoj
Ubrzo nakon toga, a nakon osamostaljenja Hrvatske i Slovenije, na području Jugoslavije je započeo rat, pa se Bekim Berisha, unatoč pristojnom životu u Nizozemskoj, kao dragovoljac uključio u obranu Hrvatske. Sudjelovao je u vojnim akcijama u obrani Siska (Komarevo), 57. samostalni bataljun Zbora narodne garde, te u Vukovaru gdje se iskazao kao vrijedan i hrabar vojnik, nakon čega se priključuje hrvatskim specijalnim postrojbama. Tijekom Domovinskog rata dao je izjavu za BBC u kojem je izjavio da Hrvatskoj vojsci ide jako dobro, a nekoliko dana poslije Hrvatska vojska je započela akcije oslobađanja dijela okupiranog teritorija gdje je Bekim opet bio u prvim redovima.
Bekim Berisha je proveo 539 dana u boreći se u odori Hrvatske vojske; te je kao hrvatski branitelj i na svoj rođendan 1992. teško ranjen. Nositelj je Spomenice domovinskog rata, a 2013. godine je kao istaknuti hrvatski branitelj odlikovan Redom hrvatskog križa za teško ranjavanje u Domovinskom ratu.

## Rat u Bosni i Hercegovini
Sudjelovao je i u ratu u Bosni i Hercegovini, a tijekom borbe na Kotorskom 1992. ranjen je sa 6 metaka nakon čega je prebačen na liječenje u Hrvatsku. Dva tjedna poslije, vratio se u prve borbene redove. 

## Rat na Kosovu
Nekoliko godina kasnije rat je također izbio i u tadašnjoj Autonomnoj pokrajini Kosovo, pa se Bekim Berisha priključuje Oslobodilačkoj vojsci Kosova gdje svojim ranije stečenim iskustvom na ratištima po Hrvatskoj i BiH želi pomoći svojim sunarodnjacima u borbi za nezavisnost svoje domovine. U Kosovo je ušao ilegalno preko Albanije te postao jedan od glavnih organizatora Oslobodilačke Vojske Kosova (alb. Ushtria Çlirimtare e Kosovës (UÇK)). Zajedno s nekolicinom svojih vojnika te dobrim prijateljem Bedri Shalom, Bekim se utaborio u Arčavama, malom gradu na poljima Drenice te počeo organizirati obranu tog područja.
Međutim u to vrijeme OVK je imao većih problema u zapadnom dijelu Kosova, Metohiji, koja je bila pod velikim pritiskom srpskih snaga. Zajedno sa svojim prijateljem Bedri Shalom, Bekim Berisha se zaputio u selo Glođan udaljeno tek nekoliko minuta od njegovog rodnog grada Grabovca, gdje se priključio ostalim vojnicima OVK među kojima je bio i Ramush Hajredinaj i njegova braća. Tijekom Glođanske bitke Bekim Berisha se pokazao kao jedan od ključnih boraca i zapovjednika u redovima OVK, a bio je zaslužan za logistiku, komunikaciju te raspored snaga.
Zapovjednik operacijske zone Metohija Ramush Hajredinaj odlučio je poslati Bekima i Bedrija u obližnje selo Junik, važan strateški položaj za obje sukobljene strane. Berisha je inzistirao je da OVK bude mobilnija, da mijenjaju strategije te da više rade na protunapadima umjesto da se zabarakidiraju u Juniku. Tijekom svibnja 1998. godine nakon nekoliko napada srpske snage su potpuno opkolile Junik te ga neprestano napadale teškim topništvom.

## Pogibija
Tijekom teške i krvave borbe kod Junika 29. svibnja 1998. godine ranjen je Bedri Shala, Bekimov veliki prijatelj, te je povučen s bojišnjice. Kada je ta vijest dospjela do Bekima, on je s manjom grupom suboraca krenuo u protunapad na srpske tenkove koji su već prodrli u južni dio sela Junik. Tijekom te bitke Bekim nije uspostavljao kontakt sa svojim suborcima nego se smjestio u jednu kuću u neposrednoj blizini tenkova, te ih neprestano napadao svojim RPG-om te snajperom.
Nakon nekoliko sati teške borbe srpski tenkovi su porušili kuću; u tim napadima je Bekim izgubio desnu ruku i bio ranjen na više mjesta. Većina njegovih suboraca iz te grupe je poginula - njih šestorica - dok je nekolicina preživjelih Bekima odnijela natrag u kamp gdje zbog teških rana umire.
Bekim Berisha je pokopan u Juniku, ali su kasnije njegovi ostaci preneseni u njegov rodni Grabovac. Posmrtno mu je dodijeljen čin brigadnog generala Oslobodilačke vojske Kosova.
Na Kosovu su Bekimu Berishi podignuti spomenici kao osobitom primjeru junaštva u obrani naroda, te su mu čak spjevane pjesme. Po njemu nose ime i neke ulice. 2010. godine je ukazom predsjednika Kosova dr. Fatmira Sejdiua proglašen za Heroja Kosova.
Pokojni predsjednik Hrvatske dr. Franjo Tuđman navodno je Berishu opisao kao borca koji je vrijedio kao 1000 vojnika. Berishin bivši zapovjednik pokojni general Janko Bobetko također je žalio zbog njegove smrti izjavljujući da je Berisha bio jedan od najboljih i najpouzdanijih vojnika kojeg je on ikad sreo.